# Solanum chacoense
Solanum chacoense ("papa silvestre") es una especie tuberosa de la familia de las solanáceas distribuida en Brasil, Bolivia, Argentina, Perú, Uruguay y Paraguay. Se la utiliza en el mejoramiento genético de la papa como fuente de resistencia a enfermedades.

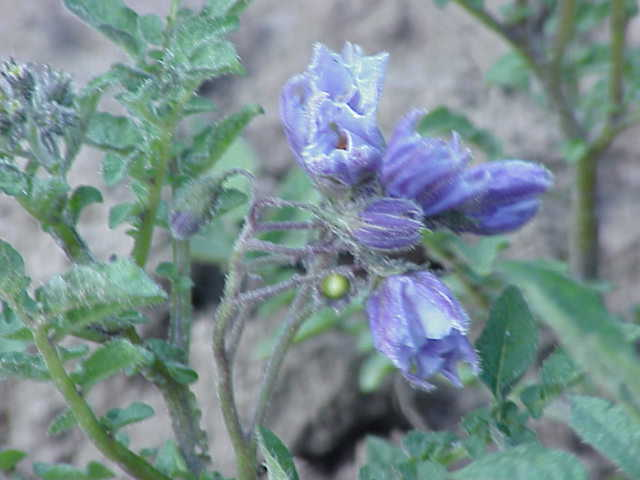
Flores

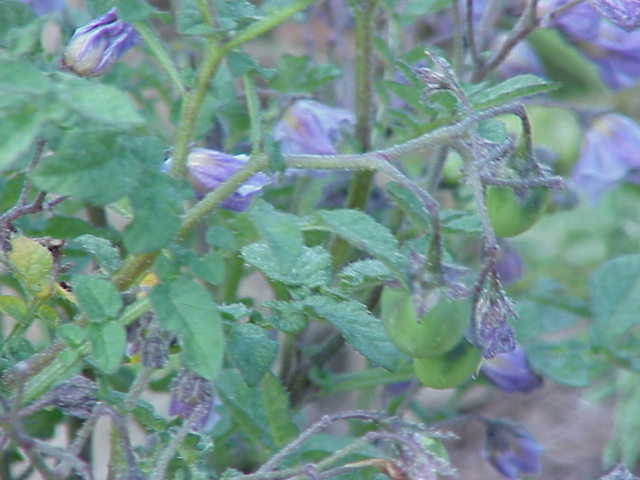
Vista de la planta

## Taxonomía
Solanum chacoense fue descrita por Friedrich August Georg Bitter y publicado en Repert. Spec. Nov. Regni Veg. 11: 18 1911.
Etimología
Solanum: nombre genérico que deriva del vocablo Latíno equivalente al Griego στρνχνος (strychnos) para designar el Solanum nigrum (la "Hierba mora") —y probablemente otras especies del género, incluida la berenjena— , ya empleado por Plinio el Viejo en su Historia naturalis (21, 177 y 27, 132) y, antes, por Aulus Cornelius Celsus en De Re Medica (II, 33). Podría ser relacionado con el Latín sol. -is, "el sol", debido a que la planta sería propia de sitios algo soleados.
chacoense: epíteto geográfico que alude a su localización en el Chaco.
Sinonimia
- Solanum arnezii Cárdenas
- Solanum bitteri Hassl.
- Solanum boegeri Bukasov
- Solanum caipipendense Cárdenas
- Solanum cuevoanum Cárdenas
- Solanum dolichostigma Buk. ex Lechn. in Buk.
- Solanum emmeae Juz. & Bukasov
- Solanum garciae Juz. & Bukasov
- Solanum gibberulosum Juz. & Bukasov
- Solanum guaraniticum var. angustisectum Hassl.
- Solanum guaraniticum var. latisectum Hassl.
- Solanum horovitzii Bukasov
- Solanum horovitzii var. multijugum Hawkes
- Solanum jamesii var. grandifrons Bitter
- Solanum jujuyense Hawkes
- Solanum knappei Juz. & Bukasov
- Solanum laplaticum Bukasov
- Solanum limense Correll
- Solanum muelleri Bitter
- Solanum muelleri f. densipilosum Correll
- Solanum parodii Juz. & Bukasov
- Solanum saltense Hawkes
- Solanum schickii Juz. & Bukasov
- Solanum subtilius Bitter
- Solanum tuberosum var. glabriusculum Dunal[6]